# Ipomoea jamaicensis
Ipomoea jamaicensis är en vindeväxtart som först beskrevs av Spreng., och fick sitt nu gällande namn av George Don jr. Ipomoea jamaicensis ingår i släktet praktvindor, och familjen vindeväxter. Inga underarter finns listade i Catalogue of Life.